# Хощно
Хо́щно (пол. Choszczno [ˈxɔʂt͡ʂnɔ]), исторически — Арнсвальде (нем. Arnswalde) — город в Польше, входит в Западно-Поморское воеводство, Хощненский повят. Имеет статус городско-сельской гмины. Занимает площадь 19,30 км². Население — 16 173 человека (на 2006 год).

## История
Впервые упоминается в 1269 году в связи с тем, что 1 апреля этого года в Арнсвальде был заключён договор между князем Гданьского Поморья Мстивоем II и бранденбургскими князьями из рода Асканиев, согласно которому Мсцивой уступал ряд территорий в обмен на финансовую и политическую поддержку.
Неоднократно опустошённый пожаром (1511), чумой (1549) и Тридцатилетней войной, город достиг определённой стабильности в составе Пруссии.
После Второй мировой войны перешёл под управление Польши.

## Персоналии
- Мартин Граберт (1868—1951), немецкий композитор и органист — родился в Арнсвальде.
- Ричард Зевальд (1889—1976), немецкий художник — родился в Арнсвальде.